# Kuraľany
Kuraľany (in ungherese Kural) è un comune della Slovacchia facente parte del distretto di Levice, nella regione di Nitra.